# Уильямс, Кори (баскетболист, 1970)
Кори Уильямс (англ. Corey Williams; родился 24 апреля 1970 года, округ Туигс, штат Джорджия) — американский профессиональный баскетболист и тренер.

## Карьера игрока
Играл на позиции разыгрывающего защитника. Учился в Университете штата Оклахома, где выступал за команду «Оклахома Стэйт Ковбойз». В 1992 году был выбран на драфте НБА под 33-м номером командой «Чикаго Буллз». Позже выступал за команды «Оклахома-Сити Кавелри» (КБА), «Миннесота Тимбервулвз», «Гранд-Рапидс Мейкерс» (КБА) и «Дасин Тайгерс» (SBL). Всего в НБА провёл 2 неполных сезона. В сезоне 1992/1993 годов Уильямс стал чемпионом НБА в составе «Буллз». Всего за карьеру в НБА сыграл 39 игр, в которых набрал 92 очка (в среднем 2,4 за игру), сделал 37 подборов, 29 передач, 6 перехватов и 2 блок-шота.
Перед началом сезона 1992/1993 годов Уильямс подписал контракт с клубом «Чикаго Буллз», в котором в то время блистали Майкл Джордан и Скотти Пиппен, где выступал в качестве резервного разыгрывающего. Кори выходил на площадку со скамейки запасных, сыграв в 35 играх регулярного чемпионата, правда в плей-офф не сыграл ни одного матча, но всё равно получил свой чемпионский перстень. В сезоне 1993/1994 годов провёл четыре матча за команду «Миннесота Тимбервулвз», но большую часть сезона играл за клуб континентальной баскетбольной ассоциации «Оклахома-Сити Кавелри». В следующем году выступал там же в команде «Гранд-Рапидс Мейкерс», затем уехал на Тайвань, где провёл три сезона в составе только что образованного клуба SBL «Дасин Тайгерс», став настоящим лидером и одним из главных бомбардиров своей новой команды, после чего завершил свою спортивную карьеру.
В 1992 году Уильямс был также выбран на драфте НФЛ в двенадцатом раунде командой «Канзас-Сити Чифс», несмотря на то, что не играл в футбол со старших классов школы, однако никогда не выступал в её составе.

## Тренерская карьера
В 1994 году, ещё во время игровой карьеры, Уильямс работал на должности ассистента главного тренера в родной команде «Оклахома Стэйт Ковбойз», которая в том сезоне дошла до финала четырёх турнира NCAA. После завершения профессиональной карьеры игрока работал на той же должности в командах «Орал Робертс Голден Иглс» (2000—2007) и «Флорида Стэйт Семинолс» (2007—2013), также выступающих в NCAA. 3 июня 2013 года был назначен на пост главного тренера команды «Стетсон Хаттерс».

## Статистика

### Статистика в НБА
| Сезон                                                                                    | Команда   | Регулярный сезон | Регулярный сезон | Регулярный сезон | Регулярный сезон | Регулярный сезон | Регулярный сезон | Регулярный сезон | Регулярный сезон | Регулярный сезон | Регулярный сезон | Регулярный сезон | Серия плей-офф | Серия плей-офф | Серия плей-офф | Серия плей-офф | Серия плей-офф | Серия плей-офф | Серия плей-офф | Серия плей-офф | Серия плей-офф | Серия плей-офф | Серия плей-офф |
| Сезон                                                                                    | Команда   | GP               | GS               | MPG              | FG%              | 3P%              | FT%              | RPG              | APG              | SPG              | BPG              | PPG              | GP             | GS             | MPG            | FG%            | 3P%            | FT%            | RPG            | APG            | SPG            | BPG            | PPG            |
| ---------------------------------------------------------------------------------------- | --------- | ---------------- | ---------------- | ---------------- | ---------------- | ---------------- | ---------------- | ---------------- | ---------------- | ---------------- | ---------------- | ---------------- | -------------- | -------------- | -------------- | -------------- | -------------- | -------------- | -------------- | -------------- | -------------- | -------------- | -------------- |
| 1992/93                                                                                  | Чикаго    | 35               | 0                | 6,9              | 36,5             | 33,3             | 81,8             | 0,9              | 0,7              | 0,1              | 0,0              | 2,3              | Не участвовал  | Не участвовал  | Не участвовал  | Не участвовал  | Не участвовал  | Не участвовал  | Не участвовал  | Не участвовал  | Не участвовал  | Не участвовал  | Не участвовал  |
| 1993/94                                                                                  | Миннесота | 4                | 0                | 11,5             | 38,5             | 0,0              | 100,0            | 1,5              | 1,5              | 0,5              | 0,0              | 2,8              | Не участвовал  | Не участвовал  | Не участвовал  | Не участвовал  | Не участвовал  | Не участвовал  | Не участвовал  | Не участвовал  | Не участвовал  | Не участвовал  | Не участвовал  |
|                                                                                          | Всего     | 39               | 0                | 7,4              | 36,7             | 25,0             | 82,6             | 0,9              | 0,7              | 0,2              | 0,0              | 2,4              | Не участвовал  | Не участвовал  | Не участвовал  | Не участвовал  | Не участвовал  | Не участвовал  | Не участвовал  | Не участвовал  | Не участвовал  | Не участвовал  | Не участвовал  |
| Наведите курсор мыши на аббревиатуры в заголовке таблицы, чтобы прочесть их расшифровку. |           |                  |                  |                  |                  |                  |                  |                  |                  |                  |                  |                  |                |                |                |                |                |                |                |                |                |                |                |